# Nati nel 1927/Luglio
| Questa pagina contiene informazioni ricavate automaticamente dalle voci biografiche con l'ausilio del template Bio e di un bot. L'aggiornamento è periodico e automatico e ricostruisce completamente la pagina. Se manca una persona in questa lista, sei pregato di non aggiungerla, ma accertati piuttosto che la sua voce biografica contenga il template Bio e che i dati anagrafici siano correttamente compilati. Se il template Bio manca, inseriscilo tu stesso o, in alternativa, metti l'avviso {{tmp\|Bio}} che ne segnala la mancanza. Se i dati riportati sono sbagliati, correggi direttamente la voce biografica; le modifiche saranno visibili in questa lista entro pochi giorni. Per chiarimenti vedi il progetto biografie. La lista contiene solo le 175 persone che sono citate nell'enciclopedia e per le quali è stato implementato correttamente il template Bio. Pagina aggiornata al 18 ago 2025. |

- 1º luglio - Abrar Alvi, sceneggiatore e regista indiano († 2009)
- 1º luglio - Martino Scarafile, vescovo cattolico italiano († 2011)
- 1º luglio - Chandra Shekhar, politico indiano († 2007)
- 2 luglio - Fabrizia Baduel Glorioso, politica e sindacalista italiana († 2017)
- 2 luglio - Ruth Berghaus, produttrice teatrale, regista teatrale e coreografa tedesca († 1996)
- 2 luglio - Kees Broekman, pattinatore di velocità su ghiaccio olandese († 1992)
- 2 luglio - James Mackay, barone Mackay di Clashfern, avvocato e politico scozzese
- 2 luglio - Brock Peters, attore, doppiatore e cantante statunitense († 2005)
- 2 luglio - Bob Pickell, cestista canadese († 1986)
- 3 luglio - Pierre Cahuzac, calciatore e allenatore di calcio francese († 2003)
- 3 luglio - Zdeňka Honsová, ginnasta ceca († 1994)
- 3 luglio - Carol Ohmart, attrice e modella statunitense († 2002)
- 3 luglio - Ken Russell, regista e sceneggiatore britannico († 2011)
- 4 luglio - Ezio Bruno Caraceni, scultore e pittore italiano († 1986)
- 4 luglio - Teresita Castillo, veggente filippina († 2017)
- 4 luglio - Giuseppe Farina, calciatore italiano († 1995)
- 4 luglio - Elias Gyftopoulos, ingegnere greco († 2012)
- 4 luglio - Gina Lollobrigida, attrice e artista italiana († 2023)
- 4 luglio - Neil Simon, drammaturgo e sceneggiatore statunitense († 2018)
- 5 luglio - Mirko Costa, ex calciatore italiano
- 5 luglio - Mario Fratti, drammaturgo italiano († 2023)
- 6 luglio - Johannes Hendrikus Donner, scacchista e scrittore olandese († 1988)
- 6 luglio - Tito Gotti, direttore d'orchestra, musicologo e saggista italiano († 2024)
- 6 luglio - Susan Johnson, attrice statunitense († 2003)
- 6 luglio - Janet Leigh, attrice statunitense († 2004)
- 6 luglio - István Lovrics, cestista ungherese († 1990)
- 6 luglio - Farnese Masoni, calciatore e allenatore di calcio italiano († 1995)
- 6 luglio - Joop Rohner, pallanuotista olandese († 2005)
- 7 luglio - Carlo Alighiero, attore, doppiatore e regista teatrale italiano († 2021)
- 7 luglio - Germán Cobos, attore spagnolo († 2015)
- 7 luglio - Henri Dirickx, calciatore belga († 2018)
- 7 luglio - Alan J. Dixon, politico statunitense († 2014)
- 7 luglio - Richard Garland, attore statunitense († 1969)
- 7 luglio - Cornelis Goldschmeding, compositore di scacchi olandese († 1995)
- 7 luglio - Lau Mulder, hockeista su prato olandese († 2006)
- 7 luglio - Doc Severinsen, trombettista e direttore d'orchestra statunitense
- 8 luglio - Willy De Clercq, politico belga († 2011)
- 8 luglio - Robert McKenna, vescovo statunitense († 2015)
- 8 luglio - Alessandro Passaré, collezionista d'arte, medico e viaggiatore italiano († 2006)
- 8 luglio - Roy Williams, cestista canadese († 2020)
- 9 luglio - Ed Ames, cantante, attore televisivo e dirigente sportivo statunitense († 2023)
- 9 luglio - Susan Cabot, attrice statunitense († 1986)
- 9 luglio - Joe Dolhon, cestista statunitense († 1981)
- 9 luglio - Richard N. Gardner, diplomatico e economista statunitense († 2019)
- 9 luglio - Red Kelly, hockeista su ghiaccio e allenatore di hockey su ghiaccio canadese († 2019)
- 9 luglio - George McLaughlin, mafioso statunitense
- 9 luglio - Emilio Picasso, fisico italiano († 2014)
- 9 luglio - Giuseppe Schirò, presbitero, archivista e storico italiano († 2007)
- 9 luglio - John F. Turner, architetto e urbanista britannico († 2023)
- 9 luglio - Yu Shizhi, attore cinese († 2013)
- 10 luglio - Marcel Azzola, fisarmonicista francese († 2019)
- 10 luglio - Angelo Di Marco, fumettista e vignettista francese († 2016)
- 10 luglio - David Dinkins, politico statunitense († 2020)
- 10 luglio - Jansen José Moreira, calciatore brasiliano († 2010)
- 10 luglio - Don Revie, calciatore e allenatore di calcio inglese († 1989)
- 11 luglio - Herbert Blomstedt, direttore d'orchestra svedese
- 11 luglio - Theodore Harold Maiman, fisico statunitense († 2007)
- 11 luglio - Gertrude Pressburger, austriaca († 2021)
- 12 luglio - Conte Candoli, trombettista statunitense († 2001)
- 12 luglio - Charlie Fleming, calciatore scozzese († 1997)
- 12 luglio - Knut Gudem, calciatore norvegese († 2007)
- 12 luglio - Hermann Haken, fisico tedesco († 2024)
- 12 luglio - Yrjö Hietanen, canoista finlandese († 2011)
- 12 luglio - Muhammad Iqbal, martellista pakistano
- 12 luglio - Pavle Merkù, compositore, etnomusicologo e linguista sloveno († 2014)
- 12 luglio - Giovanni Mosca, politico e sindacalista italiano († 2000)
- 13 luglio - Fabio De Felice, politico italiano († 2024)
- 13 luglio - Bruna Dradi, partigiana italiana († 2010)
- 13 luglio - Lillian Schwartz, artista, scultrice e scrittrice statunitense († 2024)
- 13 luglio - David Tyšler, schermidore sovietico († 2014)
- 13 luglio - Silvio Francesco, cantante, attore e musicista italiano († 2000)
- 13 luglio - Simone Veil, magistrata |Attività2 = politica francese († 2017)
- 14 luglio - Giovanni Chiesa, politico italiano († 1982)
- 14 luglio - Domenico Farias, giurista e filosofo italiano († 2002)
- 14 luglio - Eero Lohi, pentatleta finlandese († 2023)
- 14 luglio - Nino Lombardo, politico italiano († 2018)
- 14 luglio - Henri Skiba, calciatore e allenatore di calcio francese († 2018)
- 15 luglio - Håkon Brusveen, biatleta e fondista norvegese († 2021)
- 15 luglio - Luis Dávila, attore argentino († 1998)
- 15 luglio - Massimo Inardi, medico, parapsicologo e personaggio televisivo italiano († 1993)
- 15 luglio - Ann Jellicoe, drammaturga e regista teatrale britannica († 2017)
- 15 luglio - Bob Noorda, grafico olandese († 2010)
- 15 luglio - Leo Rossi, pallanuotista brasiliano († 2011)
- 15 luglio - Joe Turkel, attore statunitense († 2022)
- 15 luglio - Carmen Zapata, attrice statunitense († 2014)
- 15 luglio - Leo Zeferetti, politico statunitense († 2018)
- 16 luglio - Serge Baudo, direttore d'orchestra francese
- 16 luglio - Renato Donatelli, cardiochirurgo italiano († 1969)
- 16 luglio - Bobby Evans, calciatore e allenatore di calcio scozzese († 2001)
- 16 luglio - Shirley Hughes, scrittrice e illustratrice britannica († 2022)
- 16 luglio - Iro Konstantopoulou, partigiana greca († 1944)
- 16 luglio - Diego Rosmini, mafioso italiano († 2002)
- 16 luglio - Littorio Sampieri, ginnasta italiano († 1979)
- 16 luglio - Carmelo Torres, giornalista e scrittore messicano († 2003)
- 16 luglio - Aarne Vehkonen, sollevatore finlandese († 2011)
- 16 luglio - Nicola Zitara, scrittore e giornalista italiano († 2010)
- 17 luglio - Jean Casadesus, pianista francese († 1972)
- 17 luglio - Luigi De Marchi, psicologo e saggista italiano († 2010)
- 17 luglio - Trixie Gardner, politica australiana († 2024)
- 17 luglio - Ed Leede, cestista e allenatore di pallacanestro statunitense († 2018)
- 17 luglio - Ezio Leoni, compositore, arrangiatore e produttore discografico italiano († 2015)
- 17 luglio - Juan Miguel Lope Blanch, linguista e filologo spagnolo († 2002)
- 17 luglio - Dario Maraschin, imprenditore e dirigente sportivo italiano († 1989)
- 17 luglio - Heinz Satrapa, calciatore e allenatore di calcio tedesco orientale († 2001)
- 17 luglio - Konrad Winterstein, ex calciatore tedesco
- 17 luglio - Maria Wonenburger, matematica spagnola († 2014)
- 18 luglio - Raffaele Bertoni, magistrato e politico italiano († 2010)
- 18 luglio - Geoffrey Bradford, calciatore inglese († 1994)
- 18 luglio - Odette De Wynter, notaia belga († 1998)
- 18 luglio - Carlo Franci, direttore d'orchestra e compositore italiano († 2019)
- 18 luglio - Eros Lovo, calciatore italiano († 2017)
- 18 luglio - Tokay Mammadov, scultore azero († 2018)
- 18 luglio - Kurt Masur, direttore d'orchestra tedesco († 2015)
- 18 luglio - Robert Ellis Miller, regista e attore teatrale statunitense († 2017)
- 19 luglio - Giovanni Chieffi, medico e biologo italiano († 2019)
- 19 luglio - Jan Myrdal, scrittore, regista e attivista svedese († 2020)
- 19 luglio - Francesca Palopoli, attrice e doppiatrice italiana († 2011)
- 19 luglio - Aggeo Savioli, giornalista, sceneggiatore e poeta italiano († 2017)
- 20 luglio - Ljudmila Alekseeva, scrittrice, storica e attivista russa († 2018)
- 20 luglio - Knut Andersen, ex calciatore norvegese
- 20 luglio - Viktor Danilov, presbitero, storico e pubblicista russo († 2016)
- 20 luglio - Charles David Ganao, politico della Repubblica del Congo († 2012)
- 20 luglio - Michael Gielen, direttore d'orchestra e compositore austriaco († 2019)
- 20 luglio - Roberto Lovati, calciatore, allenatore di calcio e dirigente sportivo italiano († 2011)
- 20 luglio - Dick Stanfel, giocatore di football americano e allenatore di football americano statunitense († 2015)
- 21 luglio - Luigi Coeli, calciatore italiano († 2019)
- 22 luglio - Gianfranco Conti Persini, politico italiano († 2001)
- 22 luglio - Johan Ferner, velista norvegese († 2015)
- 22 luglio - Pierre Granier-Deferre, regista e sceneggiatore francese († 2007)
- 22 luglio - George Hunter, pugile sudafricano († 2004)
- 22 luglio - Albert Meister, sociologo svizzero († 1982)
- 22 luglio - Dagoberto Moll, allenatore di calcio e ex calciatore uruguaiano
- 22 luglio - Nev Munro, cestista canadese († 2003)
- 23 luglio - Gérard Brach, sceneggiatore francese († 2006)
- 23 luglio - Bülent Aziz Esel, calciatore turco († 2004)
- 23 luglio - Al McCandless, politico statunitense († 2017)
- 23 luglio - Elliot See, astronauta statunitense († 1966)
- 24 luglio - Robert Boutigny, canoista francese († 2022)
- 24 luglio - X Brands, attore e stuntman statunitense († 2000)
- 24 luglio - Robert Rosenblum, storico dell'arte statunitense († 2006)
- 25 luglio - Abdelaziz Ben Tifour, calciatore algerino († 1970)
- 25 luglio - Felice Bernasconi, politico e imprenditore italiano († 2008)
- 25 luglio - Jimmy Binning, calciatore scozzese
- 25 luglio - Daniel Ceccaldi, attore, scrittore e regista teatrale francese († 2003)
- 25 luglio - Giovanni Pasolini, ex calciatore italiano
- 26 luglio - Matateu, calciatore portoghese († 2000)
- 26 luglio - Lorenza Mazzetti, regista, pittrice e scrittrice italiana († 2020)
- 26 luglio - Ng Yet-ang, cestista taiwanese
- 26 luglio - József Sákovics, schermidore ungherese († 2009)
- 27 luglio - William Bronzoni, calciatore italiano († 1987)
- 27 luglio - Guido Buzzelli, fumettista, illustratore e pittore italiano († 1992)
- 27 luglio - Demetrios Constantelos, biblista e traduttore greco († 2017)
- 27 luglio - Gisèle Halimi, avvocata e politica francese († 2020)
- 27 luglio - Cezar Niculescu, cestista rumeno
- 27 luglio - Laya Raki, attrice e ballerina tedesca († 2018)
- 27 luglio - Dawid Rubinowicz, scrittore polacco († 1942)
- 27 luglio - Rodolfo Soracco, cestista peruviano († 2018)
- 27 luglio - Heinz Wewers, allenatore di calcio e calciatore tedesco-occidentale († 2008)
- 28 luglio - John Ashbery, poeta statunitense († 2017)
- 28 luglio - Hans Bauer, calciatore tedesco († 1997)
- 28 luglio - Saverio Busiri Vici, architetto italiano († 2023)
- 28 luglio - Pasquale Festa Campanile, regista, sceneggiatore e scrittore italiano († 1986)
- 28 luglio - Bob Kloppenburg, allenatore di pallacanestro statunitense († 2024)
- 28 luglio - Ermes Muccinelli, allenatore di calcio e calciatore italiano († 1994)
- 28 luglio - Ermanno Rea, scrittore, giornalista e fotoreporter italiano († 2016)
- 29 luglio - Harry Mulisch, scrittore, poeta e drammaturgo olandese († 2010)
- 29 luglio - Emilio Niero, pittore italiano († 1973)
- 30 luglio - Tony Hiller, produttore discografico e cantautore britannico († 2018)
- 30 luglio - Richard Johnson, attore, sceneggiatore e produttore cinematografico britannico († 2015)
- 30 luglio - Victor Wong, attore statunitense († 2001)
- 31 luglio - Damjana Bratuž, pianista slovena († 2025)
- 31 luglio - Liliana Jovino, doppiatrice italiana
- 31 luglio - Giulio Lazzarini, politico italiano († 2020)
- 31 luglio - Cecilia Mangini, regista, sceneggiatrice e fotografa italiana († 2021)
- 31 luglio - Gino Pagnani, attore e doppiatore italiano († 2010)